# Bonjour

Логотип службы Bonjour

Bonjour (ранее: Rendezvous) — технология (и одноимённый программный модуль) Apple, применяемая, в частности, в Zeroconf, и представляющая собой протокол автоматического обнаружения сервисов (служб), используемый в операционной системе macOS, начиная с версии 10.2.
Служба Bonjour предназначается для использования в локальных сетях и использует сведения (записи) в службе доменных имён (DNS) для обнаружения других компьютеров, равно как и иных сетевых устройств (например, принтеров) в ближайшем сетевом окружении.
В настоящее время это, главным образом, общие закладки в Safari, общие принтеры, подключённые к беспроводным базовым станциям AirPort Express, AirPort Extreme, Time Capsule, доступность для аудио- или видеочата, доступ к общим фотографиям в iPhoto и общей музыке в iTunes.
Технология Bonjour совместима с популярными стандартными технологиями связи, включая Ethernet и AirPort (802.11).
Bonjour использует для связи стандартный, повсеместно распространённый стек протоколов TCP/IP — тот же стек протоколов, на базе которого функционирует сеть Интернет.
Все технологии, на которых основана технология Bonjour, являются открытыми.
Чат по локальной сети на основе Bonjour можно настроить в Adium, Gajim, Pidgin, Trillian, Kopete, Miranda.